# Église Saint-François de Vieux-Goa
L’église Saint-François d’Assise est un édifice religieux catholique sis à Vieux-Goa en Inde. Construite au début du XVIIe siècle comme église du couvent franciscain, l’église fut fermée comme lieu de culte en 1835. Depuis 1964 le complexe couvent-église abrite un musée archéologique de Goa, couvrant surtout la période portugaise. 
Couvent et église font partie des Églises et couvents de Goa, un site et groupe de monuments classés en 1986 au patrimoine mondial de l'Unesco.  

## Histoire

### Couvent et église franciscain

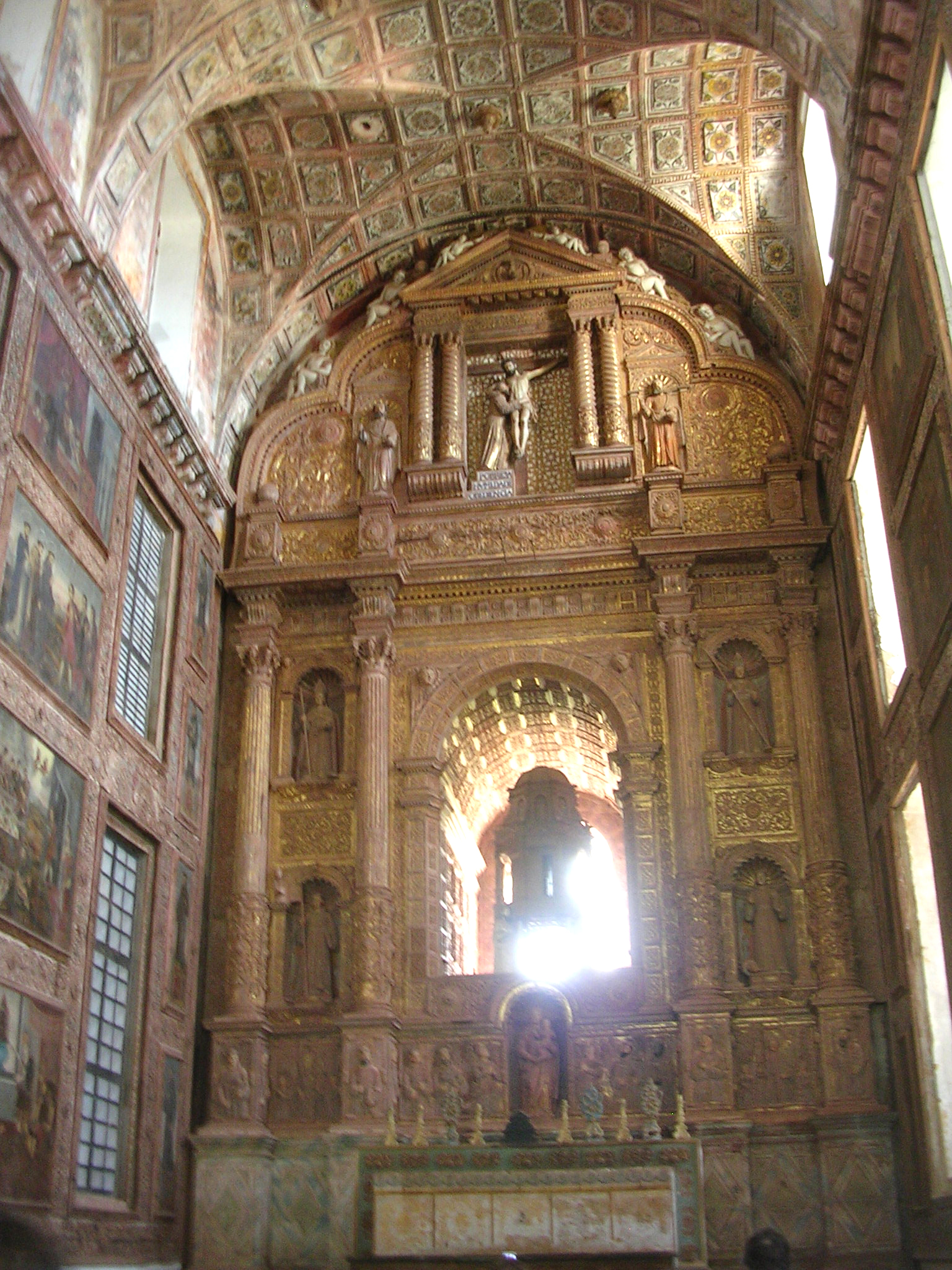
Au sommet du retable:saint François d'Assise embrassant Jésus crucifié

Les Franciscains sont les premiers religieux à s’installer à Goa, en 1517, sept ans après la conquête du territoire par Afonso de Albuquerque (1510). Un groupe de frères franciscains sous la conduite d’Antonio do Louro construit chapelle et cellules sur le terrain qui leur est alloué par le gouverneur portugais, Lopo Soares de Albergaria. Ils sont envoyés par le roi Manuel I qui recommande au gouverneur de leur faciliter le travail missionnaire. Les premiers logements sont très modestes, consistant uniquement en une chapelle avec trois autels, chœur (pour la prière de l’office divin), sacristie, quelques cellules et un jardin. 
Des bâtiments en dur sont construits en 1524 puis en 1526-1527, sur un terrain plus large, remplaçant les premières cellules. Saint François-Xavier a sans doute visité le couvent en 1548 ; une quarantaine de frères franciscains y logeaient à cette époque.
L’église elle-même est construite plus tard. Dédiée au Saint-Esprit elle est consacrée le 2 août 1602. Le bâtiment manuélin ne résiste pas au climat et se dégrade rapidement. Les Franciscains, par appel au roi, obtiennent qu’une nouvelle soit construite. Cette seconde église - le monument d’aujourd’hui - est édifiée en 1661 et reflète la prospérité de la colonie portugaise. Le portique typiquement manuélin de la première église y est intégré.   
À l’arrière de l’église le couvent est contigu au palais épiscopal, la cathédrale étant toute proche. À cause d’épidémies récurrentes et du climat jugé insalubre l’archevêque (comme le vice-roi) quittent leurs palais respectifs en 1695 pour s’établir à Paneli, plus à l’ouest. Les Franciscains restent.

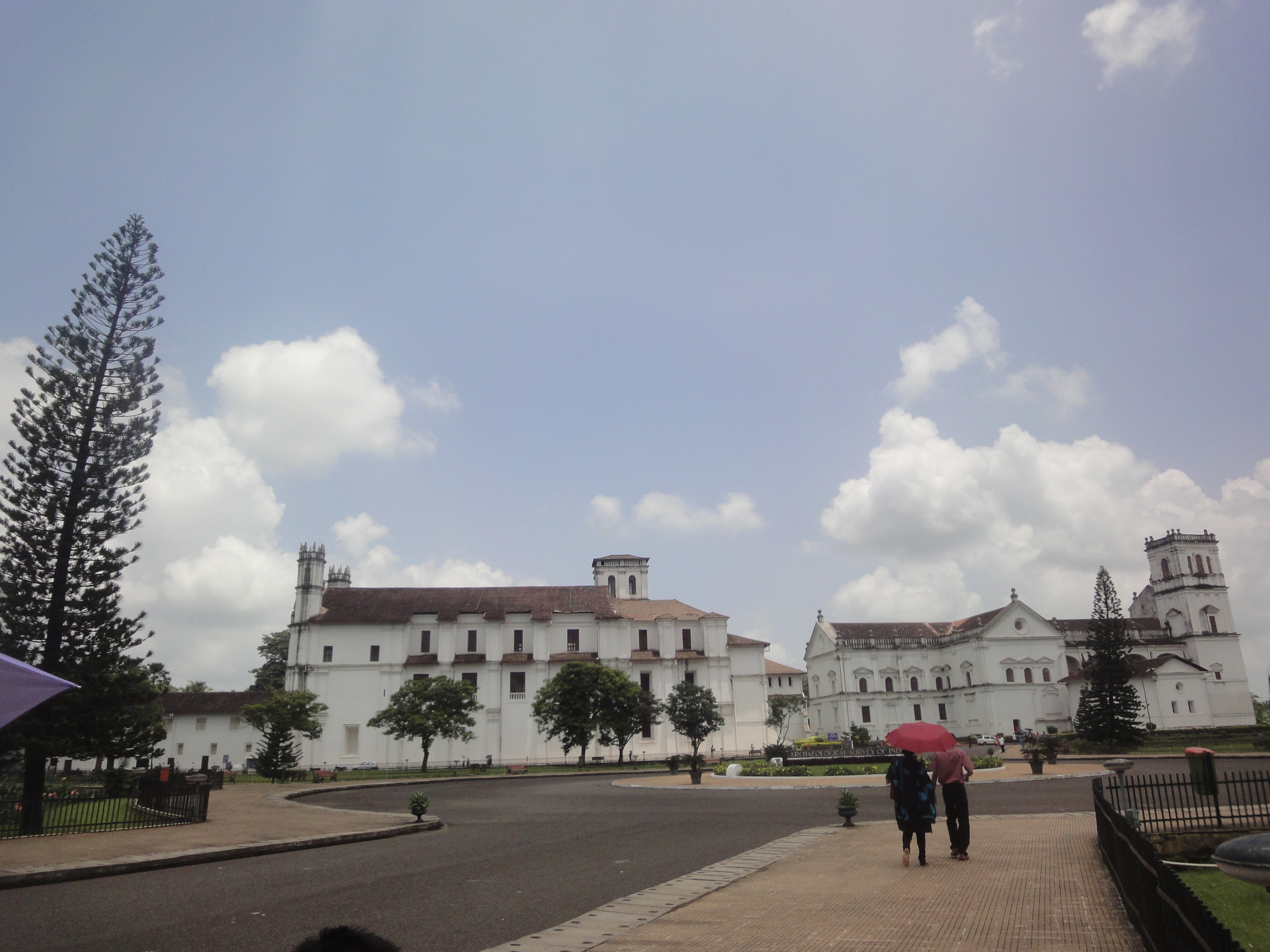
A Vieux-Goa, les cathédrale (à droite) et église Saint-François (à gauche) se trouvent pratiquement dos à dos

Une rénovation complète du couvent et de l‘église a lieu entre 1762 et 1765. 
Comme tous les autres religieux les 27 franciscains du couvent doivent quitter Goa en 1835. Ils sont expulsés par le gouvernement portugais, en représailles à la décision du Saint-Siège de créer en Inde des ‘vicariats apostoliques’ échappant au contrôle du 'Padroado'. La capitale de la colonie portugaise étant déplacée peu après vers la nouvelle ville de Panjim, l’église perd son importance et les bâtiments sont laissés quasi à l’abandon.

### Musée archéologique
Après la libération de Goa par les troupes indiennes en 1961, le complexe est confié à l’Archaeological Survey of India’ qui le transforme et l’adapte pour y rassembler les collections d’objets appartenant aux époques portugaise et antérieures. Toute la galerie des portraits de gouverneurs et vice-rois de Goa - 127 d’entre eux - y fut rassemblée, avec pièces de monnaie, armures portugaises, statues en bois ou bronze, tampons officiels, dalles commémoratives, artisanat ancien, etc.  Le musée ouvre ses portes en 1964. Il est entièrement rénové en 1982.

## Patrimoine
L’église est un des monuments religieux des plus richement décorés du Vieux-Goa.
- Le retable d’autel, tout en dorures, est surmonté d’un Christ en croix embrassé par saint François d'Assise.
- Toute une série de peintures murales illustrent des scènes de la vie du saint d'Assise.
- Le sol est couvert de pierres tombales très élaborées datant du XVIe siècle.